# Kalkunjärvi
Kalkunjärvi är en sjö i kommunen Orivesi i landskapet Birkaland i Finland. Arean är 38 hektar och strandlinjen är 3,64 kilometer lång. Sjön  ingår i Kumo älvs huvudavrinningsområde.   Den ligger omkring 61 kilometer nordöst om Tammerfors och omkring 180 kilometer norr om Helsingfors. 